# Броненосці типу «Реджина Елена»
Броненосці типу «Реджина Елена» (італ. Classe Regina Elena) — серія броненосців-пре-дредноутів Королівських ВМС Італії початку XX століття.
Останні пре-дредноути італійського флоту.

## Історія створення
У 1899 році італійський кораблебудівник Вітторіо Куніберті отримав завдання розробити економічний варіант броненосця, який би переважав по швидкості будь-який британський чи французький броненосець, і переміг би будь-який броненосний крейсер інших флотів.
Результат був близький до того, який пропонував Бенедетто Брін під час розробки броненосців типу «Реджина Маргерита». Ставка робилась на високу швидкість, помірний захист і ведення бою на дальніх дистанціях за рахунок потужної батареї 203-мм гармат.

## Конструкція
Кораблі мали по дві 305-мм гармати «Armstrong Whitworth 12 in/40» в носовій та кормовій одногарматних баштах і дванадцять 203-мм гармат «203/45 Mod. 1897» в шести бортових баштах.
Вперше в історії італійського флоту гармати головного калібру були оснащені далекомірами
Силові установки кораблів відрізнялись одна від одної. «Реджина Елена» і «Вітторіо Емануеле» мали 28 парових котлів, «Наполі» - 22, «Рома» - 18 котлів. На кораблях були встановлені по дві потужні парові машини потрійного розширення потужністю 21 900 к.с., що давали максимальну швидкість до 22 вузлів, яка перевищувала швидкість всіх сучасних броненосців.
Бронювання кораблів було виконане з використанням круппівської броні. Головний пояс простягався уздовж всього корабля. У центрі він мав товщину 250 мм, на краях - 102 мм. Горизонтальний захист забезпечувала 38-мм броньована палуба в районі ватерлінії. Гармати головного калібру захищались 203-мм бронею. 203-мм гармати мали броню 152-мм броньовані плити.

## Характеристика
Броненосці типу «Реджина Елена» могли би бути дуже вдалими кораблями. Проте їх будівництво тривало від 6 до 7 років. Коли вони вступили у стрій в 1908 році, їх швидкість перевищувала швидкість будь-якого броненосця, а їхнє озброєння дозволяло справитись з будь-яким броненосним крейсером.
Але на цей час і ці кораблі, і їхні імовірні противники вже виявились застарілими, оскільки з'явились дредноути та лінійні крейсери.

## Представники
| Назва                                 | Верф                               | Закладений           | Спущений на воду     | Вступив у стрій      | Доля                                                          |
| ------------------------------------- | ---------------------------------- | -------------------- | -------------------- | -------------------- | ------------------------------------------------------------- |
| «Реджина Елена» Regina Elena          | Верф ВМС у Ла-Спеція               | 27 березня 1901 року | 19 червня 1904 року  | 11 вересня 1907 року | Виключений зі складу флоту 16 лютого 1923 року Зданий на злам |
| «Вітторіо Емануеле» Vittorio Emanuele | Верф ВМС у Кастелламмаре-ді-Стабія | 18 вересня 1901 року | 12 жовтня 1904 року  | 1 серпня 1908 року   | Виключений зі складу флоту 1 квітня 1923 року Зданий на злам  |
| «Рома» Roma                           | Верф ВМС у Ла-Спеція               | 20 вересня 1903 року | 21 квітня 1907 року  | 17 грудня 1908 року  | Виключений зі складу флоту 3 вересня 1926 року Зданий на злам |
| «Наполі» Napoli                       | Верф ВМС у Кастелламмаре-ді-Стабія | 21 жовтня 1903 року  | 10 вересня 1905 року | 1 вересня 1908 року  | Виключений зі складу флоту 3 вересня 1926 року Зданий на злам |

## Галерея

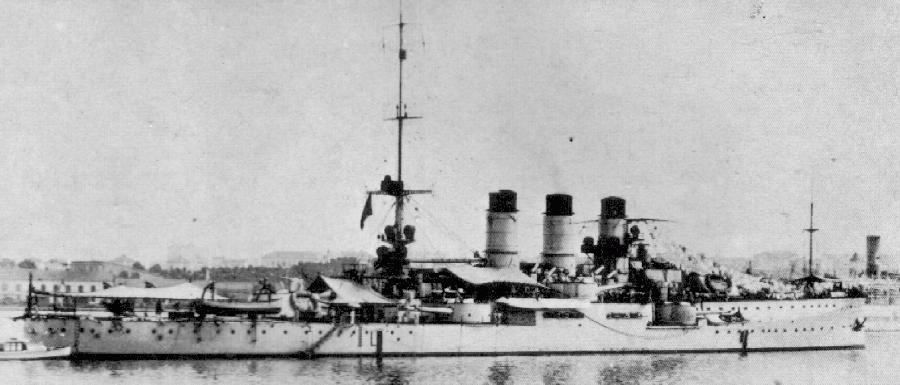
«Реджина Елена»
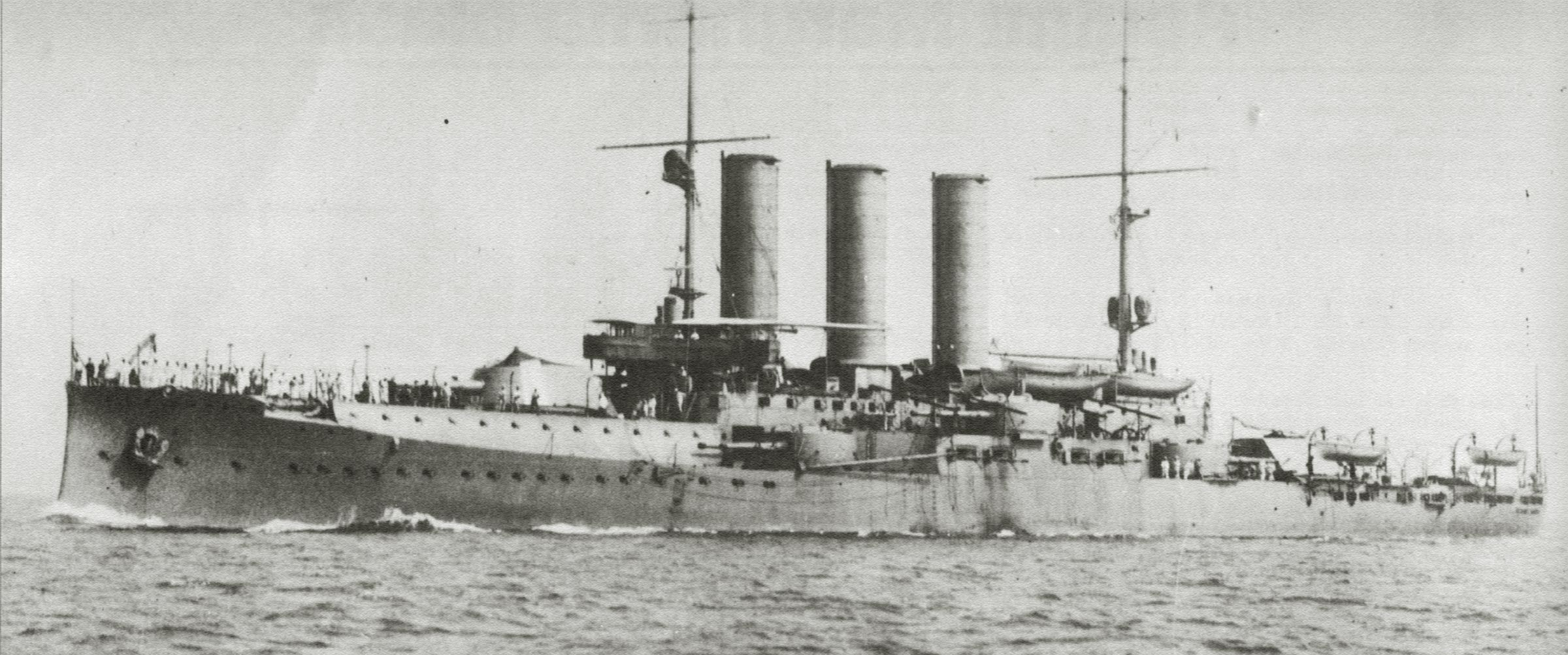
«Вітторіо Емануеле»
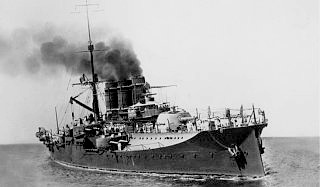
«Наполі»
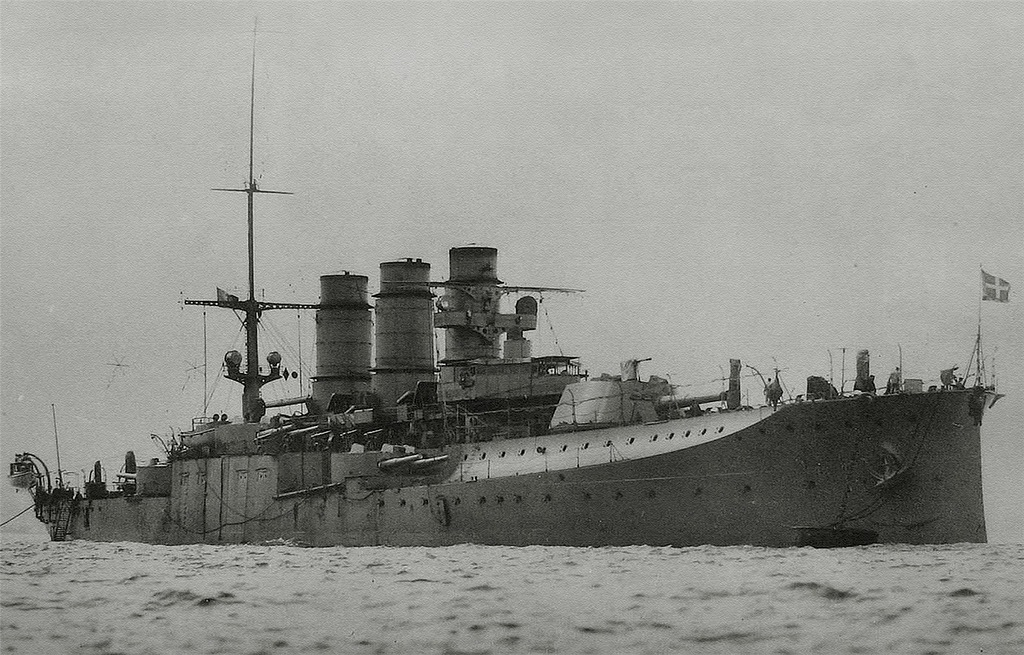
«Рома»